# Hafenbahn Stuttgart
| Spurweite: | 1435 mm (Normalspur) |                              |                              |
| |                      |                              |                              |
| Betreiber: | Stadt Stuttgart      |                              |                              |
| \| \| \| Daimler AG \| \| \| \| Ordnungsgruppe \| \| \| \| Kombibahnhof \| \| \| \| Kai D \| \| \| \| Kai C \| \| \| \| Kai B \| \| \| \| Stuttgart Hafen \| \| \| \| Kai E \| \| \| \| nach Stuttgart-Untertürkheim \| \| \| \| Kai Tanklager \| \| \| \| nach Stuttgart Ost \| |                      |                              |                              |
| Betriebs-/Güterbahnhof Streckenanfang |                      | Daimler AG                   | Daimler AG                   |
| Strecke von links · Dienststation / Betriebs- oder Güterbahnhof quer · Strecke quer · Abzweig geradeaus und nach rechts |                      | Ordnungsgruppe               | Ordnungsgruppe               |
| Betriebs-/Güterbahnhof Streckenanfang und quer · Abzweig geradeaus, nach links und nach rechts · Abzweig quer und von rechts · Strecke von rechts · Strecke |                      | Kombibahnhof                 | Kombibahnhof                 |
| Strecke · Betriebs-/Güterbahnhof Streckenende · Strecke · Strecke |                      | Kai D                        | Kai D                        |
| Strecke · Betriebs-/Güterbahnhof Streckenende · Strecke |                      | Kai C                        | Kai C                        |
| Strecke · Betriebs-/Güterbahnhof Streckenende |                      | Kai B                        | Kai B                        |
| Dienststation / Betriebs- oder Güterbahnhof |                      | Stuttgart Hafen              | Stuttgart Hafen              |
| Abzweig geradeaus und nach links · Betriebs-/Güterbahnhof Streckenende und quer |                      | Kai E                        | Kai E                        |
| Abzweig geradeaus und nach rechts |                      | nach Stuttgart-Untertürkheim | nach Stuttgart-Untertürkheim |
| Abzweig geradeaus und nach links · Betriebs-/Güterbahnhof Streckenende und quer |                      | Kai Tanklager                | Kai Tanklager                |
| Strecke |                      | nach Stuttgart Ost           | nach Stuttgart Ost           |

Die Hafenbahn Stuttgart ist eine weit verzweigte Güteranschlussbahn in den am Neckar gelegenen Stuttgarter Stadtbezirken Obertürkheim, Untertürkheim und Wangen. Sie erschließt seit 1958 als klassische Hafenbahn den Stuttgarter Hafen, ein Anschlussgleis führt über die Stadtgrenze hinaus zum Werk der Daimler AG im Esslinger Stadtteil Mettingen. Für die Hafenbahn zuständiges Eisenbahninfrastrukturunternehmen ist – wie bei der Industriebahn Feuerbach und der ehemaligen Industriebahn Münster–Cannstatt – die Stadt Stuttgart selbst, die Hafenbahn ist der Hafen Stuttgart GmbH zugeordnet und ist nicht elektrifiziert. 
Betriebsmittelpunkt der Hafenbahn ist der Güterbahnhof Stuttgart Hafen. Dort endet auch die von der DB Netz AG betriebene und elektrifizierte Bahnstrecke Stuttgart-Untertürkheim–Stuttgart Hafen, durch welche die Hafenbahn mit dem restlichen deutschen Schienennetz verbunden ist. 